# Natasha van der Walt
Pour les articles homonymes, voir Van der Walt.
Natasha van der Walt, née en 1988, est une trampoliniste sud-africaine.

## Carrière
Aux Championnats d'Afrique 2004 à Thiès, Natasha van der Walt remporte la médaille d'argent en trampoline individuel.